# Eurobowl

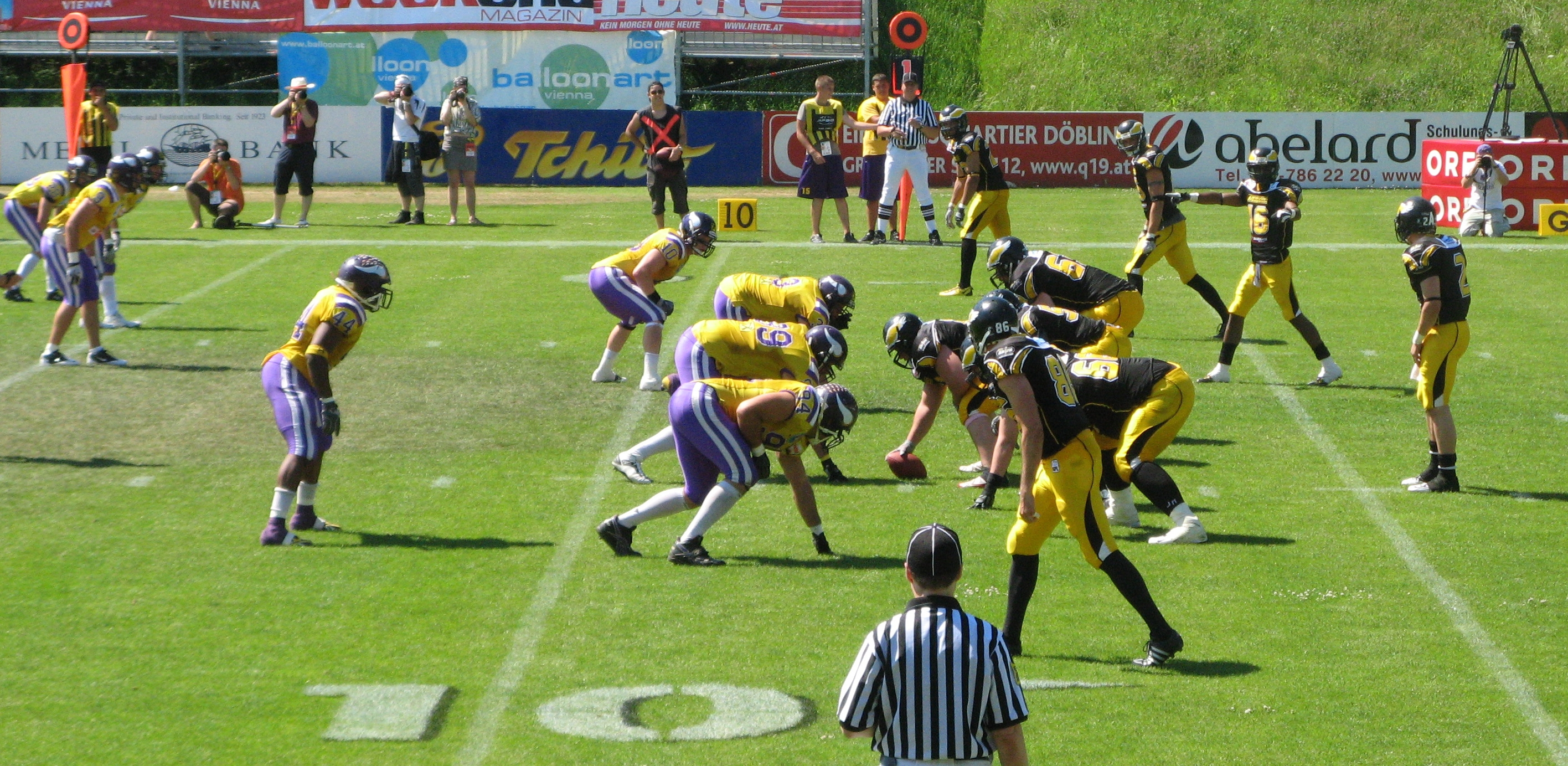
Imagen del Eurobowl de la temporada 2010 entre Berlin Adler y Vienna Vikings.

El Eurobowl es la final de la Liga Europea de Fútbol Americano, y el sobrenombre del título que consigue el campeón. Lo organiza la Federación Europea de Fútbol Americano.
Se trata del partido más importante del fútbol americano entre clubes de Europa. Entre 1989 y 1999 el vencedor recibía el Trofeo Ulrico Lucarelli, nombrado así por el dirigente italiano que presidió Legnano Frogs.
El equipo que ha vencido en más ocasiones es Braunschweig Lions, que lo ha hecho en 6 ocasiones (1999, 2003, 2015–2018). A continuación, con 5 victorias, se encuentran Vienna Vikings (2004, 2005, 2006, 2007 y 2013).

## Palmarés
| Edición (año) | Sede               | Campeón             | Subcampeón                 | Resultado |
| ------------- | ------------------ | ------------------- | -------------------------- | --------- |
| XXXIII (2019) | Potsdam            | Potsdam Royals      | Amsterdam Crusaders        | 62-12     |
| XXXII (2018)  | Fráncfort del Meno | Braunschweig Lions  | Frankfurt Universe         | 20-19     |
| XXXI (2017)   | Fráncfort del Meno | Braunschweig Lions  | Frankfurt Universe         | 55-14     |
| XXX (2016)    | Innsbruck          | Braunschweig Lions  | Tirol Raiders              | 35-21     |
| XXIX (2015)   | Braunschweig       | Braunschweig Lions  | Schwäbisch Hall Unicorns   | 24-14     |
| XXVIII (2014) | Berlín             | Berlin Adler        | Braunschweig Lions         | 20-17     |
| XXVII (2013)  | Innsbruck          | Vienna Vikings      | Tirol Raiders              | 37-14     |
| XXVI (2012)   | Vaduz              | Calanda Broncos     | Vienna Vikings             | 27-14     |
| XXV (2011)    | Innsbruck          | Tirol Raiders       | Berlin Adler               | 27-12     |
| XXIV (2010)   | Viena              | Berlin Adler        | Vienna Vikings             | 34-31     |
| XXIII (2009)  | Innsbruck          | Tirol Raiders       | La Courneuve Flash         | 30-19     |
| XXII (2008)   | Innsbruck          | Tirol Raiders       | Vienna Vikings             | 28-24     |
| XXI (2007)    | Viena              | Vienna Vikings      | Marburg Mercenaries        | 70-19     |
| XX (2006)     | Viena              | Vienna Vikings      | La Courneuve Flash         | 41-9      |
| XIX (2005)    | Viena              | Vienna Vikings      | Bergamo Lions              | 29-6      |
| XVIII (2004)  | Viena              | Vienna Vikings      | Bergamo Lions              | 53-20     |
| XVII (2003)   | Braunschweig       | Braunschweig Lions  | Vienna Vikings             | 21-14     |
| XVI (2002)    | Braunschweig       | Bergamo Lions       | Braunschweig Lions         | 27-20     |
| XV (2001)     | Viena              | Bergamo Lions       | Vienna Vikings             | 28-11     |
| XIV (2000)    | Hamburgo           | Bergamo Lions       | Hamburg Blue Devils        | 42-20     |
| XIII (1999)   | Hamburgo           | Braunschweig Lions  | Hamburg Blue Devils        | 27-23     |
| XII (1998)    | Hamburgo           | Hamburg Blue Devils | La Courneuve Flash         | 38-19     |
| XI (1997)     | Stuttgart          | Hamburg Blue Devils | Bologna Phoenix            | 35-14     |
| X (1996)      | Stuttgart          | Hamburg Blue Devils | Aix-en-Provence Argonautes | 21-14     |
| IX (1995)     | Stuttgart          | Düsseldorf Panther  | London Olympians           | 21-14     |
| VIII (1994)   | Stuttgart          | London Olympians    | Bergamo Lions              | 26-23     |
| VII (1993)    | Bruselas           | London Olympians    | Amsterdam Crusaders        | 42-21     |
| VI (1992)     | Upsala             | Amsterdam Crusaders | Torino Giaguari            | 42-24     |
| V (1991)      | Offenbach del Meno | Amsterdam Crusaders | Berlin Adler               | 21-20     |
| IV (1990)     | Rímini             | Manchester Spartans | Legnano Frogs              | 34-22     |
| III (1989)    | Milán              | Legnano Frogs       | Amsterdam Crusaders        | 27-23     |
| II (1988)     | Londres            | Helsinki Roosters   | Amsterdam Crusaders        | 35-14     |
| I (1986)      | Ámsterdam          | Vantaan Taft        | Bologna Doves              | 16-2      |